# Idris saitidis
Idris saitidis är en stekelart som först beskrevs av Howard 1890.  Idris saitidis ingår i släktet Idris och familjen Scelionidae. Inga underarter finns listade i Catalogue of Life.